# Durchlaucht
Seine Durchlaucht (S.D.) (mhd. Partizip von durchliuhten („durchleuchten“), vgl. erlaucht) für männliche und Ihre Durchlaucht (I.D.) für weibliche Titelträger, in alten Texten auch als Drlt. abgekürzt, ist ein Adelsprädikat in der ursprünglichen Form eines Adjektivs (durchläuchtig), das zugleich zur Anrede verwendet wurde; es konnte bestimmten standesherrlichen Familien des Hochadels durch den römisch-deutschen Kaiser, nach Ende des Alten Reiches 1806 durch den Kaiser von Österreich und auch durch den König von Preußen (ab 1871 zugleich Deutscher Kaiser) verliehen werden. Der Titel ist dem lat. Serenitas oder Serenissimus nachgebildet, der schon den römischen Kaisern Honorius und Arcadius und nach ihnen den fränkischen und gotischen Königen beigelegt und einst für höher geachtet wurde als Hoheit (Celsitudo), was sich indes später umkehrte.
Das Prädikat, anfänglich von Königen, dann von Kurfürsten, dann von Herzögen benutzt, stand zuletzt praktisch sämtlichen Fürsten zu. Zur Führung berechtigt waren alle ehemals bis 1806 regierenden Fürsten, jedoch erhielten es schließlich auch die reinen Titularfürsten des 19. Jahrhunderts. In manchen Familien wurde das Prädikat allen Mitgliedern verliehen (in der Regel wenn die Agnaten den Prinzentitel führten), in anderen nur dem Familienoberhaupt (meist sofern die jüngeren Nachfahren des Fürsten nur den Grafentitel führten).

## Geschichte
Seit dem Mittelalter wurden souveräne Fürsten, vor allem Monarchen, in brieflichen Anschreiben und Urkunden als erlaucht (adjektivisch als Lehnübersetzung von lat. illustris) bezeichnet. Im Heiligen Römischen Reich erhielten das Prädikat Durchlauchtig 1375 zuerst die Kurfürsten durch Kaiser Karl IV. Seit Kaiser Leopold I. wurde dies auch anderen altfürstlichen Personen zugestanden, und zwar erstmals 1664 an Württemberg, während die anderen Durchlauchtig Hochgeboren blieben. Als das Durchlauchtig anschließend immer allgemeinere Verbreitung unter den Fürsten fand, erhielten die weltlichen Kurfürsten sowie die geistlichen, sofern sie fürstlicher Herkunft waren, und ebenso die Erzherzöge von Österreich das Prädikat Durchlauchtigst.
Hochgeboren war zunächst das Adelsprädikat der – gegenüber Königen und Kurfürsten rangniedrigeren – Herzöge gewesen, die im 17. Jahrhundert dann allmählich zu Durchlaucht wechselten, wobei auch unter ihnen die superlativische Form („durchlauchtigst“) in Mode kam, während Erlaucht aus dem offiziellen Sprachgebrauch gegenüber Monarchen, Herzögen und Fürsten sukzessive verschwand und nunmehr den regierenden, reichsunmittelbaren Grafen zufiel (Hochgeboren blieb dann die Anrede für nichtregierende Grafen sowie für Freiherren oder Barone aus dem Uradel, Hoch- und Wohlgeboren für Angehörige des übrigen niederen Adels, Wohlgeboren wurde im 19. Jahrhundert zur Anrede für bürgerliche Honoratioren).
Untereinander gaben sich sämtliche alten Fürsten gemäß einem Beschluss vom 14. Mai 1712 dann ebenfalls das Prädikat Durchlauchtigst. Am 14. Dezember 1746 verabredete man, dass die neuen reichsfürstlichen Häuser ebenfalls das Prädikat Durchlauchtig oder Durchlauchtig Hochgeboren erhalten sollten, diese selbst jedoch den alten Fürsten gegenüber Durchlauchtigst und in der Unterschrift „Dienstwilligster“ verwenden sollten.
In den deutschen Landen wurden einige nach der Mediatisierung der standesherrlichen Fürsten und Grafen weiterhin (zwischen 1815 und 1918) regierende Bundesfürsten durch den Titel Hochfürstliche Durchlaucht besonders hervorgehoben. Dies gilt für den Zeitraum nach 1871 innerhalb des Deutschen Kaiserreiches für die Fürsten zur Lippe, zu Schaumburg-Lippe, von Schwarzburg-Rudolstadt und Schwarzburg-Sondershausen. Regierende Herzöge wurden seit 1844 von Durchlauchten zu Hoheiten aufgewertet.
Seit 1918 ist der einzige regierende Fürst, der das Prädikat Durchlaucht noch führt, der Fürst von und zu Liechtenstein, dessen Land bis 1806 zum Heiligen Römischen Reich und bis 1866 zum Deutschen Bund gehörte.
Außerhalb des deutschsprachigen Raumes wird das Prädikat Durchlaucht in der Regel mit „Serene Highness“ (engl.) bzw. „Altesse Sérénissime“ (frz.) wiedergegeben, was wörtlich übersetzt „Durchlauchte Hoheit“ bzw. „Durchlauchtigste Hoheit“ bedeutet. So werden der regierende Fürst ebenso wie die Prinzen und Prinzessinnen von Monaco mit dem Prädikat Altesse Sérénissime angesprochen. Im Italienischen lautet der Titel „Altezza serenissima“. Er wurde auch von den Herrschern Frankreichs, Russlands, Italiens und vom Papst verliehen.

## Heutiger Gebrauch im deutschsprachigen Raum
Mit dem Wegfall der öffentlich-rechtlichen Verankerung des Adels im republikanischen Deutschen Reich und in Deutschösterreich im Jahre 1919 hat das Prädikat Durchlaucht auch seinen amtlichen Anspruch verloren. Als obsolete Höflichkeitsform ist es in der Gegenwart als Anredeform zwar ungebräuchlich geworden, kommt aber als Begrüßungsformel bei Reden bis heute vor. Im nicht-offiziellen, gesellschaftlichen Schriftverkehr wird das Prädikat, meist in Form der Abkürzungen S.D. (Seine Durchlaucht, für einen Fürsten oder Prinzen) oder I.D. (Ihre Durchlaucht, für eine Fürstin oder Prinzessin) als Höflichkeitsbezeichnung auf einer schriftlichen Einladung oder auch bei der Adressierung von Briefen vor oder über den Namen gesetzt, zum Beispiel: „S.D. ⟨Seiner Durchlaucht, also Dativ⟩ dem Fürsten zu Oettingen-Oettingen und Oettingen-Wallerstein“ etc. II.DD. steht dabei für Ihre Durchlauchten (wenn mehrere Personen angesprochen werden sollen). Neben der Verwendung im Schriftverkehr ist es auch noch bei öffentlichkeitswirksamen Darstellungen zum Beispiel auf Gedenktafeln, Grabinschriften, Plakaten, Urkunden, Todesanzeigen und in der Literatur bis in die Gegenwart üblich.
Im Fürstentum Liechtenstein ist die Anrede beispielsweise für Angehörige der fürstlichen Familie nach wie vor offiziell in Gebrauch.
In der Schweiz als seit seinem Bestehen republikanisch verfasstem Staat spielte diese Anrede innenpolitisch nie eine Rolle.

## Auswahl von Adelsfamilien, die das Prädikat „Durchlaucht“ führten

### Fürstenfamilien der (z. T. bis 1918) regierenden Häuser
- Herzöge von Anhalt (alle Linien); die regierenden Herzöge seit 1844: Hoheit
- Landgrafen von Hessen-Homburg (Hochfürstliche Durchlaucht),[7] 1866 erloschen
- Prinzen von Hohenzollern (der Chef des Hauses, traditionsfolgend als Fürst bezeichnet, und seine Gemahlin führen das Adelsprädikat „Hoheit“)
- Fürsten von und zu Liechtenstein
- Fürsten zur Lippe
- Fürsten zu Schaumburg-Lippe (Hochfürstliche Durchlaucht, Abk.: H. D.)
- Fürsten Reuß
- Fürsten von Schwarzburg, 1971 erloschen
- Fürsten von Waldeck und Pyrmont

### Vormals meist reichsständische, seit 1806/1815 standesherrliche, fürstliche Familien
- Herzöge von Arenberg
- Fürsten von Auersperg
- Fürsten zu Bentheim-Steinfurt (Burgsteinfurt)
- Fürsten zu Bentheim-Tecklenburg-Rheda
- Fürsten von Colloredo-Man(n)sfeld
- Herzöge von Croÿ bzw. Croy-Dülmen
- Fürsten von Dietrichstein
- Fürsten von Esterházy de Galantha
- Fürsten von Fugger-Babenhausen
- Fürsten zu Fürstenberg
- Fürsten zu Hohenlohe-Langenburg
- Fürsten zu Hohenlohe-Oehringen
- Fürsten zu Hohenlohe-Kirchberg
- Fürsten zu Hohenlohe-Waldenburg-Bartenstein
- Fürsten zu Hohenlohe-Waldenburg-Jagstberg
- Fürsten zu Hohenlohe-Waldenburg-Schillingsfürst
- Fürsten von Isenburg-Birstein
- Fürst von Kaunitz-Rietberg
- Fürst von Khevenhüller-Metsch
- Fürsten zu Leiningen
- Fürst von der Leyen und zu Hohengeroldseck
- Fürsten von Lobkowitz
- Fürsten zu Löwenstein-Wertheim-Freudenberg
- Fürsten zu Löwenstein-Wertheim-Rosenberg
- Herzog von Looz-Corswarem
- Fürst von Metternich-Winneburg
- Fürsten von Oettingen, Linien Spielberg und Wallerstein
- Fürsten von Orsini und Rosenberg
- Fürsten zu Salm, Linien Salm, Kyrburg und Horstmar
- Fürsten zu Salm-Reifferscheidt, Linien Krautheim und Raitz
- Fürsten zu Sayn-Wittgenstein, Linien Berleburg und Hohenstein
- Fürsten zu Schönburg, Linien Waldenburg und Hartenstein
- Fürsten zu Schwarzenberg
- Fürsten zu Solms, Linien Lich, Baruth und (vormals) Braunfels
- Fürsten von Starhemberg
- Fürsten von Thurn und Taxis
- Fürst von Trauttmansdorff-Weinsberg
- Fürsten zu Waldburg-Wolfegg-Waldsee
- Fürsten zu Waldburg-Zeil
- Fürsten zu Wied
- Fürst von Windisch-Graetz
- Fürsten von Ysenburg und Büdingen

### Andere fürstliche Häuser, denen das Prädikat „Durchlaucht“ zustand
- Fürsten von Battenberg (Mountbatten)
- Fürsten Batthyány-Strattmann
- Fürsten zu Carolath-Beuthen
- Prinzen Biron von Curland
- Fürsten von Bismarck
- Fürst Blücher von Wahlstatt
- Fürsten von Corvey
- Fürsten Czartoryski
- Fürsten von Hatzfeldt
- Fürsten von Hohenberg
- Fürsten Kinsky
- Fürsten Koháry
- Fürsten Lichnowsky
- Fürsten Lubomirski
- Fürsten Obolensky
- Fürsten Radolin
- Fürsten Radziwiłł
- Fürsten Sanguszko
- Fürsten Sułkowski
- Fürsten Sapieha
- Fürsten zu Stolberg
- Fürsten von Thun und Hohenstein
- Herzöge von Urach
- Fürsten von Wrede

## In der Literatur
In seiner Satire auf das Großherzogtum Weimar der 1830er Jahre, hier „Großherzogtum Pumpernickel“ genannt, in dem gesellschaftskritischen Roman Vanity Fair (Jahrmarkt der Eitelkeit) von 1847 ironisiert William Makepeace Thackeray den Titel „Durchlaucht“ mit der Pseudo-Übersetzung „His Transparency The Duke and his Transparent family“ („Seine Durchsichtigkeit der Herzog und seine durchsichtige Familie“) (Kap. LXII „Am Rhein“).
Der niederdeutsche Dichter Fritz Reuter betitelte eine seiner Humoresken „Dörchläuchting“ (1866). Hinter dem Titelhelden verbirgt sich Herzog Adolf Friedrich IV. von Mecklenburg-Strelitz.